# Sjarhej Balachonau
Sjarhej Balachonau (oder Siarhiej Bałachonaŭ, belarussisch Сяргей Балахонаў) (* 24. April 1977 in Swjazilawitschy, Rajon Wetka, Homelskaja Woblasz) ist ein belarussischer Schriftsteller.

## Biografie
Offiziellen Angaben zufolge wurde Balachonau in Homel geboren. Sein tatsächlicher Geburtsort ist jedoch das Dorf Swjazilawitschy. Balachonau absolvierte die Mittelschule Nr. 49 in Homel mit dem vertieften Studium der deutschen Sprache (1994) und die historische Fakultät der Staatsuniversität Homel (1999). Im Jahr 2000 diente er in den Streitkräften Belarus. Seit 2001 ist er als Geschichts- und Gesellschaftskundelehrer in Homel tätig.

## Schaffen
Das literarische Schaffen von Balachonau begann 1992, allerdings wurde keines der Werke, die er bis zum Herbst 1998 geschrieben hatte, veröffentlicht. Das sind die Gedichtsammlungen Die Sonnläufe (Сонцавароты), Der Reifbogen (Брама сталасьці), Meinen belarussischen... («Мой беларускі...»), Das zwanzigste Auge des Lenzes (Дваццатае вока вясны), Die Jagd auf den Text (Паляваньне на тэкст), die unvollendeten epischen Poeme Tag, meine Geliebte! (Прывітаньне, мая каханая), Ales Halscheuski (Алесь Гальшэўскі), einige utopische Novellen und die Erzählung Der Unherbst ist ihnen begegnet (Іх спаткала нявосень).
1998 erschienen einige seiner Werke in der Zeitschrift Untergrundzeitschrift Symbol und den Zeitungen Nascha Slowa (Unser Wort) und Nascha Niwa (Unser Acker). Ab 1999 wurden seine Tagebücher, die bearbeiteten Stadtlegenden Moderne Sagen, die Skizzen, die historischen Mystifikationen, die Gedichte, die musikalischen Rezensionen u. a. in Nascha Niwa veröffentlicht.
Von 1999 bis 2000 druckte die Zeitung der Homeler Vereinigung der belarussischen Studenten SuBaSzik (Beißling) eine Reihe von Balachonaus Texten. 
2001 gab Balachonau sein Debüt in der Zeitschrift ARCHE. In der Inhaltsangabe zu seinem Werk Tod des Lautespielers (Сьмерць лютністы) wurde das Schaffen des Autors zum ersten Mal auf den Postmodernismus bezogen. 
In der tschechischen Zeitschrift Host erschien 2005 sein literaturwissenschaftlicher Artikel Někdo tam je, aneb Rozcestí nové běloruské literatury. Ende 2005 veröffentlichte der Verleger Ihar Lohwinau das erste Buch des Schriftstellers, die Prosasammlung Der Name der Birne (Імя грушы). Anfang 2007 war dieses Buch für den Literaturpreis Hliniany Viales — 2006 nominiert.
Balachonaus Erzählung Der Schnee von Kapitän Montgomery (Сьнег капітана Мантгомэры) wurde 2006 im Almanach Kalosse (Die Ähren, Redakteur Ales Arkusch) veröffentlicht. Eine Auswahl seiner Werke ist auf dem Hörbuch der modernen belarussischen Literatur Nächtliche Lektüre (Начная чытанка) aus dem Jahr 2007 zu finden.
Er beteiligte sich an Musikprojekten „Tuzin. Perasagruzka“ im Jahr 2009, „Budzma! Tuzin. Perasagruzka-2“ im Jahr 2011.
Außerdem hat Balachonau einige Lieder der Musikgruppe Rammstein in die belarussische Sprache übersetzt.

### Bücher
- Der Name der Birne (Імя грушы) (2005)